# Успенский храм (Иванищи)
Церковь Успения Пресвятой Богородицы — православный храм в селе Иванищи Старицкого района Тверской области. Один из древнейших в области каменных храмов. Памятник архитектуры федерального значения.

## История
В 1530-х годах вельможа Иван Поджогин основал в селе Иванищи мужской монастырь. В 1534—1542 годах на его средства был построен белокаменный Успенский храм.
В XVIII веке Иванищенский монастырь был упразднён. Позже храм перестроили: появилась тёплая трапезная с приделами Иоанна Богослова и Сергия Радонежского и колокольня.
В начале 1937 году храм был закрыт советской властью, после чего долгое использовался как склад зерна, потом время простоял без кровли и начал разрушаться. В 1974 году была проведена реставрация (архитектор Б. Л. Альтшуллер), здание храма отремонтировали.
По данным на август 2019 года, богослужения проводятся в приделе Сергия Радонежского, остальная часть храма нуждается в восстановлении.

## Архитектура
Успенский храм считается одним из лучших памятников русского зодчества в Тверской области. Основной объём — монументальный четверик, фасады которого членятся на три части и завершаются закомарами. Завершён тремя главами. С востока примыкает трехчастная апсида. Рядом колокольня.